# Apulskär, Kimitoön
Apulskär är en ö i Finland. Den ligger i Skärgårdshavet och i kommunen Kimitoön i den ekonomiska regionen  Åboland i landskapet Egentliga Finland, i den sydvästra delen av landet. Ön ligger omkring 56 kilometer söder om Åbo och omkring 150 kilometer väster om Helsingfors.
Öns area är 8 hektar och dess största längd är 480 meter i sydväst-nordöstlig riktning.